# Tushi, Hunan
Tushi (kinesiska: 土市) är en sockenhuvudort i Kina. Den ligger i provinsen Hunan, i den södra delen av landet, omkring 300 kilometer söder om provinshuvudstaden Changsha. Antalet invånare är 28 227. Befolkningen består av 13 674 kvinnor och 14 553 män. Barn under 15 år utgör 27,0 %, vuxna 15-64 år 63 %, och äldre över 65 år 8,0 %.
Runt Tushi är det ganska tätbefolkat, med 185 invånare per kvadratkilometer. Tushi är det största samhället i trakten. I omgivningarna runt Tushi växer huvudsakligen savannskog.
Genomsnittlig årsnederbörd är 2 083 millimeter. Den regnigaste månaden är maj, med i genomsnitt 335 mm nederbörd, och den torraste är oktober, med 43 mm nederbörd.